# Amaloxenops
Amaloxenops is een geslacht van spinnen uit de  familie van de Hahniidae (kamstaartjes).

## Soorten
- Amaloxenops palmarum (Schiapelli & Gerschman, 1958)
- Amaloxenops vianai Schiapelli & Gerschman, 1958